# Петерсен, Оскар Владимирович
Оскар Владимирович Петерсен (нем. Oskar Petersen; 1849—1919) — российский учёный-медик, венеролог, дерматолог.

## Биография
Родился 8 (20) августа 1849 года.
С 1863 по 1868 год учился в Петришуле. В 1874 году окончил медицинский факультет Дерптского университета и продолжил образование за границей: слушал лекции  у профессора Бильрота по хирургии и по кожным болезням у профессоров Гебры, Зигмунда и Неймана. Защитил докторскую диссертацию на тему: «Экспериментальные изыскания по патологии и терапии циститов» и был удостоен степени доктора медицины в Дерпте.
Во время войны 1877—1878 годов в качестве врача евангелического полевого лазарета работал в Систове (в Болгарии).
Начиная с 1883 года, начал активно изучать больных проказой и в 1888 году он впервые сообщил о случаях проказы в Петербурге. С 1886 года в качестве профессора читал курс кожных и венерических болезней в Еленинском клиническом институте, с 1889 года — заведующий кафедрой кожных и венерических болезней; с 1892 года — в звании почётного профессора. С 1899 года был доцентом и заведующим кожной клиникой Суворовского училища при клинической больнице. К 1889 году он издал работу, посвященную 817 больным из 26 губерний, а в 1891 году на III Пироговском съезде в Москве сделал доклад о призрении больных проказой.
Опубликовал свыше 100 научных работ, посвященных клинике и лечению воспалительных и заразных кожных болезней, мягкому шанкру, лепре, организации борьбы с венерическими и заразными кожными болезнями, статистике венерических и заразных кожных болезней в России. Многие работы О. В. Петерсена были переведены на иностранные языки. Наряду с исследованиями Феррари (Р. Ferrari) и Дюкрея (A. Ducrey) труды О. В. Петерсена внесли вклад в установление этиологии мягкого шанкра. Проверяя работу Феррари, Петерсен в 1887 году провёл экспериментальное исследование с целью установления возбудителя мягкого шанкра. В результате ряда перевивок гнойного отделяемого мягкого шанкра ему удалось получить пустулы, содержащие только один вид коротких палочек, подробное описание которых позже было дано  Дюкреем (1889). Также велики заслуги О. В. Петерсена в области лепрологии.
Активно участвовал в борьбе с проказой. Он знал об основанном в 1891 году в Эстляндской губернии лепрозории «Нина». В 1892 году появился лепрозорий «Муули» в Дерпте и ещё один — в Вендане. Петерсен посещал некоторые эстляндские лепрозории. Стал одним из инициаторов организации в 1895 году колонии для больных проказой «Крутые ручьи» в Санкт-Петербургской губернии; был инициатором организации в 1909 году первого в мире детского профилактория для здоровых детей, родившихся от больных лепрой родителей в Феофиловой Пустыни Лужского уезда Санкт-Петербургской губернии.
Ему принадлежит ряд работ по сифилису: «Сифилис в городах России, на основании материала, собранного для съезда 1897 г.». Все работы П. с диссертацией по 1899 г. напечатаны в «Сборнике работ по кожным болезням, сифилису, венерическим и другим болезням за 1874—1899 гг.» (СПб., 1900), изданном к 25-летнему юбилею Петерсена.
Петерсен основал в 1889 году «Санкт-Петербургское врачебное общество взаимной помощи»; был одним из основателей «Общества борьбы с проказой в Санкт-Петербургской губернии» (1893). Он был избран вице-председателем русского сифилидологического общества.
Умер в 1919 году.
Его именем был назван Русской полярной экспедицией в 1901 году один из островов архипелага Норденшельда в Карском море.